# Suhr
Suhr (schweizerdeutsch: sʊːr) ist eine Einwohnergemeinde im Schweizer Kanton Aargau. Sie gehört zum Bezirk Aarau, liegt im unteren Suhrental und ist Teil der Agglomeration des Kantonshauptortes Aarau.

## Geographie
Das Dorf liegt in einer weiten Ebene an der Suhre, kurz vor der Mündung der Wyna. Die Bebauung ist vollständig mit jener von Aarau und Buchs zusammengewachsen. Im Westen ragt der 465 Meter hohe Suhrerchopf in die Ebene hinein. Im Süden besitzt die Gemeinde mit dem «Berg» (570 m ü. M.) einen Anteil am stark zergliederten Höhenzug zwischen Suhren- und Wynental, im Osten erhebt sich das Oberholz (465 m ü. M.).
Die Fläche des Gemeindegebiets beträgt 1062 Hektaren, davon sind 470 Hektaren bewaldet und 293 Hektaren überbaut. Der höchste Punkt ist der Gipfel des Bergs auf 570 Metern, der tiefste liegt auf 385 Metern an der Suhre. Nachbargemeinden sind Buchs im Norden, Rupperswil im Nordosten, Hunzenschwil im Osten, Gränichen im Süden, Oberentfelden im Südwesten, Unterentfelden im Westen und Aarau im Nordwesten.

## Geschichte
Aus dem Jahr 1045 stammt die erste urkundliche Erwähnung: Auf die Bitte von Graf Ulrich I. von Lenzburg nahm der deutsche König Heinrich III. das Stift Beromünster und dessen Güter, darunter ein Grundstück in Sura, in den Schutz des Reiches auf. Der Ortsname ist alteuropäischen Ursprungs und geht auf den Flussnamen Suria («die Salzhaltige») zurück.
Aus der Erbschaft der Lenzburger fiel Suhr im Jahr 1173 an die Grafen von Kyburg, die auf dem Gebiet des ursprünglichen Pfarrgebiets und Twings Suhr die Stadt Aarau gründeten, die noch bis 1568 zur Pfarrei Suhr gehörte. Im 13. Jahrhundert war Suhr der Stammsitz einer kyburgischen Ministerialenfamilie, von der nur Heinricus de Sure überliefert ist. Nachdem die Kyburger ausgestorben waren, folgten ihnen 1273 die Habsburger als neue Landesherren nach, die sowohl die Blutgerichtsbarkeit als auch die niedere Gerichtsbarkeit innehatten. 1415 eroberten die Eidgenossen den Aargau. Suhr gehörte nun zum Untertanengebiet der Stadt Bern, dem so genannten Berner Aargau. Administrativ war das Dorf, in welchem ein Untervogt residierte, dem Amt Lenzburg zugeteilt. 1528 führten die Berner die Reformation ein. Auch wenn die Landwirtschaft vorherrschte, entstanden schon früh spezialisierte Gewerbebetriebe, darunter Mühlen, Stampfen und Gerbereien.

Luftansicht (1958)

Im März 1798 nahmen die Franzosen die Schweiz ein, entmachteten die Regierung von Bern und riefen die Helvetische Republik aus. Suhr gehörte nun zum neu geschaffenen Kanton Aargau. Buchs und Rohr, die bis anhin zur Gemeinde Suhr gehört hatten, forderten die Schaffung eigenständiger Gemeinden. Am 30. Januar 1810 wurden die beiden Dörfer von Suhr abgetrennt. Während des 19. Jahrhunderts entwickelte sich das Dorf zu einem bedeutenden Industriestandort. Zu Beginn waren es vor allem Textilfabriken, die hier entstanden. Diese wurden gegen Ende des Jahrhunderts durch Betriebe der Metall- und Maschinenbauindustrie verdrängt, die zum Teil heute noch existieren. Die Einwohnerzahl wuchs ständig; seit 1850 hat sie sich mehr als versiebenfacht.
In die am 6. September 1877 eröffnete Bahnstrecke Zofingen–Wettingen der Schweizerischen Nationalbahn hatte Suhr den damals hohen Betrag von 160'000 Franken investiert. Der Konkurs der Bahngesellschaft im darauf folgenden Jahr belastete die Gemeindekasse jahrzehntelang. Am 5. März 1904 nahm die Wynentalbahn, eine elektrische Strassenbahn, ihren Betrieb auf. Im Verlauf des 20. Jahrhunderts siedelten sich weitere Industrie- und Dienstleistungsbetriebe in Suhr an. Das Dorf wuchs allmählich mit seinen Nachbargemeinden zusammen und zählt heute mehr als 10'000 Einwohner. Besonders ausgeprägt war das Wachstum in den 1950er Jahren.

## Sehenswürdigkeiten

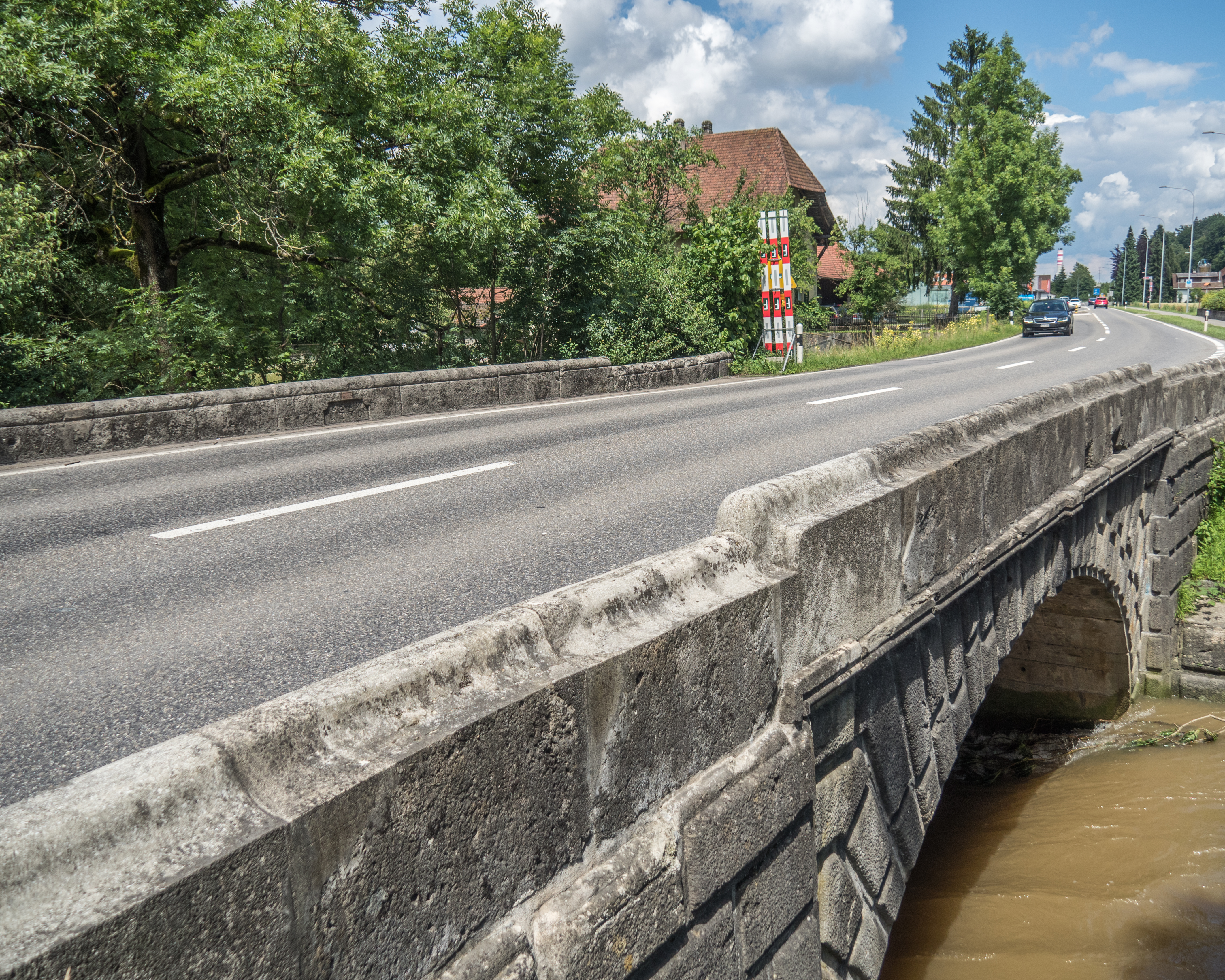
Wynabrücke von 1770

Die reformierte Kirche von Suhr steht auf einem Hügelsporn. Sie entstand im spätgotischen Stil und wurde 1495 eingeweiht. Ein Blitzschlag zerstörte 1844 die Holzdecke und die farbigen Glasfenster. An der Nordseite des polygonförmigen Chors ist ein mächtiger Kirchturm aus dem Jahr 1497 angebaut. Eine kleine Kammer innerhalb des Turms diente einst als Gefängniszelle. Die moderne Kirche der Römisch-katholischen Kirchgemeinde Suhr-Gränichen von 1960, die Heiliggeist-Kirche, steht an der Tramstrasse in Suhr. Das Museum Suhr vermittelt Einblicke in die geschichtliche und kulturelle Entwicklung von Suhr. Das sogenannte Janz-Stübli als erster Museumsraum des Gebäudes wurde in seinem Originalzustand belassen. Die historische Steinbogenbrücke über die Wyna wurde 1770 erstellt.

## Wappen
Die Blasonierung des Gemeindewappens lautet: «In Rot über grünem Dreiberg schwebendes weisses Tatzenhochkreuz, im Schildhaupt zwei fünfstrahlige weisse Sterne.» Eine erste Version dieses Wappens erschien 1676 auf der Gerichtsscheibe. Auf den Gemeindesiegeln des 19. Jahrhunderts erschien das Kreuz in Form eines Johanniterkreuzes, obwohl keine Verbindungen zu diesem Orden nachgewiesen werden konnten. 1948 liess der Gemeinderat eine gestalterische Bereinigung des Wappens vornehmen.

## Bevölkerung

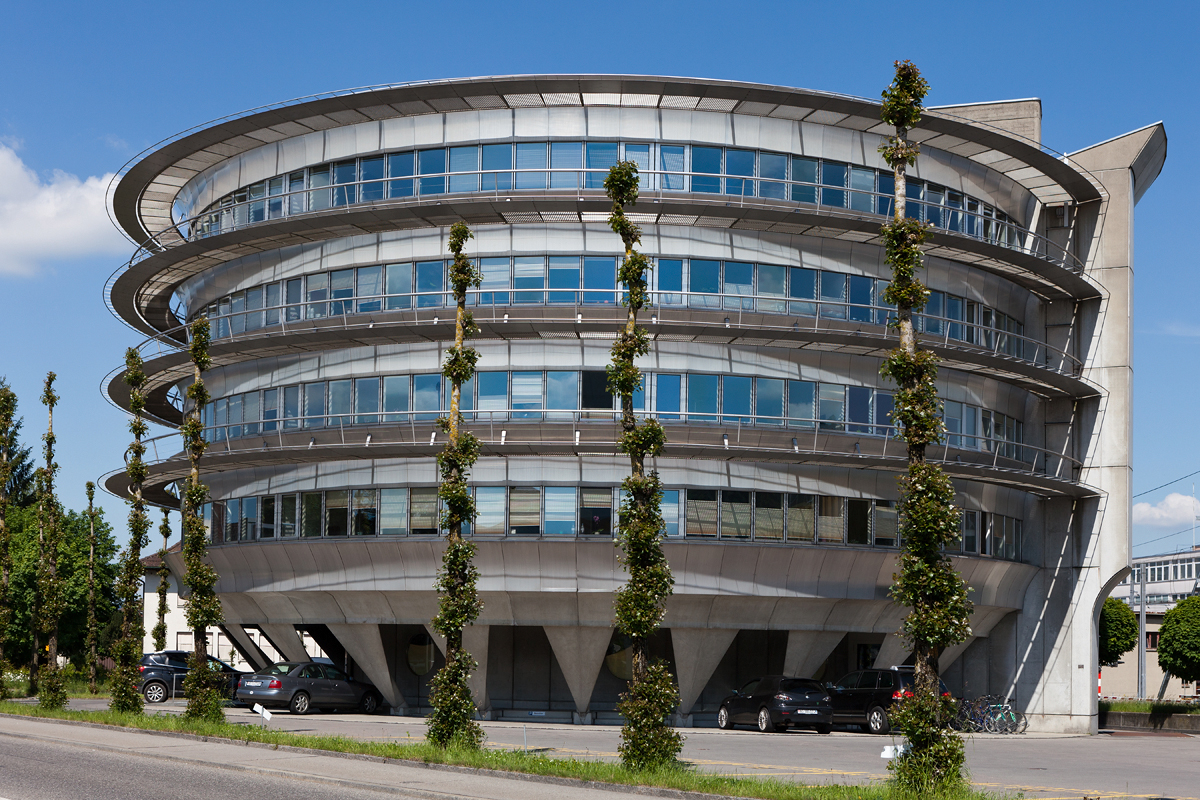
Rundhaus von Calatrava

Die Einwohnerzahlen entwickelten sich wie folgt:
| Jahr      | 1764 | 1803 | 1850 | 1900 | 1930 | 1950 | 1960 | 1970 | 1980 | 1990 | 2000 | 2010 | 2020   |
| Einwohner | 680  | 1039 | 1422 | 1808 | 2671 | 3757 | 6398 | 7223 | 7366 | 8059 | 8451 | 9743 | 10'724 |

Am 31. Dezember 2023 lebten 11'340 Menschen in Suhr, der Ausländeranteil betrug 36,5 %. Bei der Volkszählung 2015 bezeichneten sich 27,6 % als reformiert und 22,9 % als römisch-katholisch; 49,5 % waren konfessionslos oder gehörten anderen Glaubensrichtungen an. 84,2 % gaben bei der Volkszählung 2000 Deutsch als ihre Hauptsprache an, 4,3 % Italienisch, 2,6 % Serbokroatisch, 2,5 % Türkisch, 0,9 % Französisch, 0,8 % Spanisch und 0,5 % Englisch.

## Politik und Recht

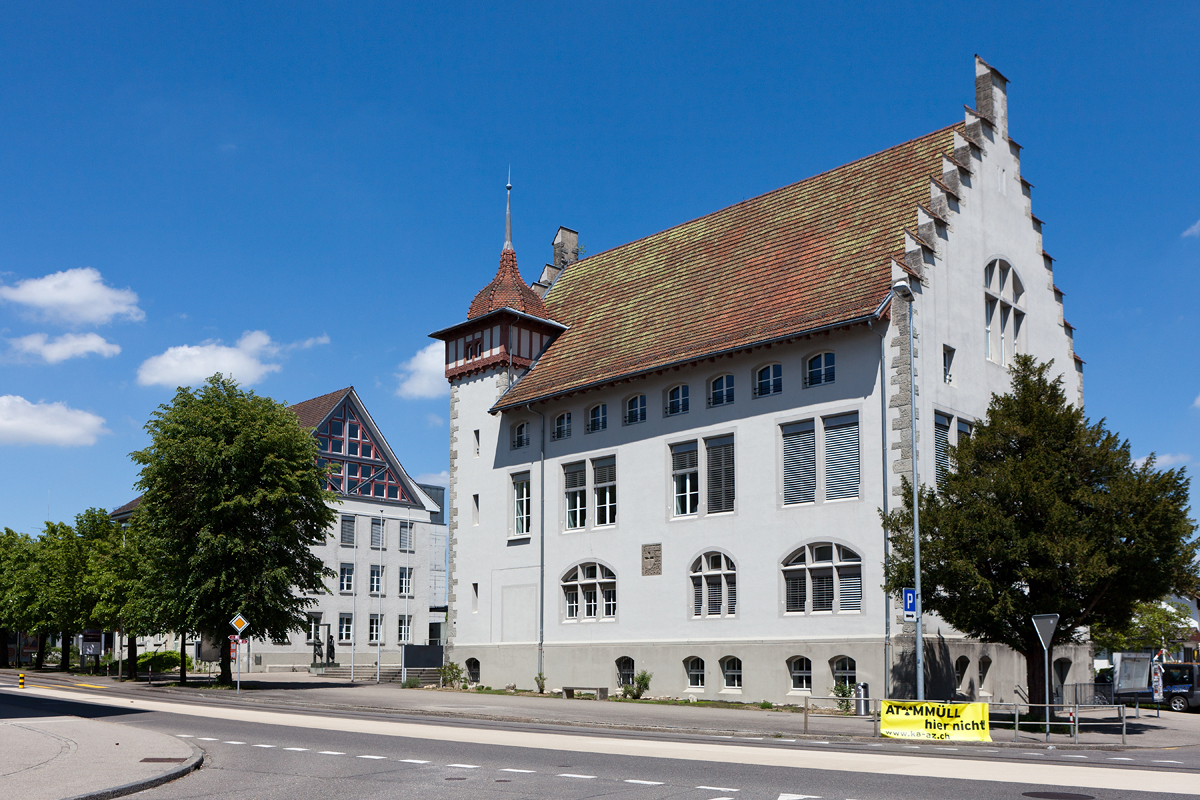
Gemeindehaus

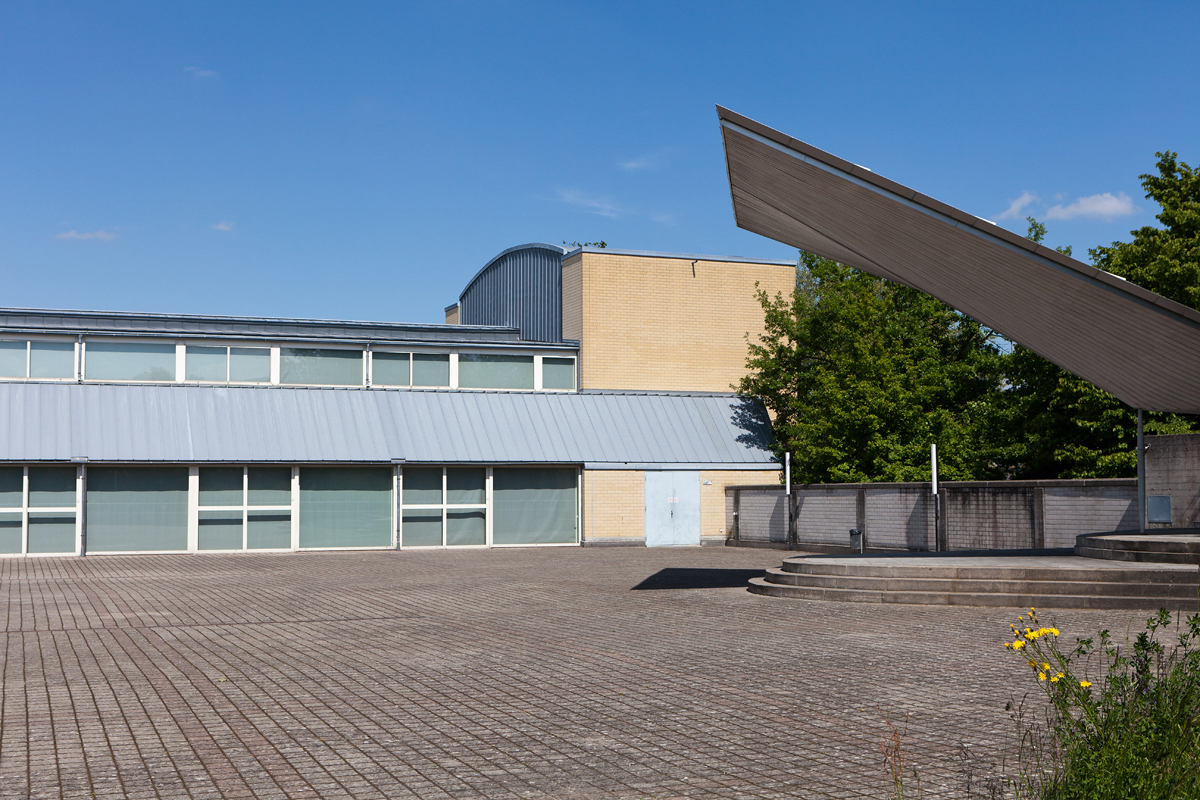
Kulturzentrum Bärenmatte

Die Versammlung der Stimmberechtigten, die Gemeindeversammlung, übt die Legislativgewalt aus. Ausführende Behörde ist der fünfköpfige Gemeinderat. Er wird im Majorzverfahren vom Volk gewählt, seine Amtsdauer beträgt vier Jahre. Der Gemeinderat führt und repräsentiert die Gemeinde. Dazu vollzieht er die Beschlüsse der Gemeindeversammlung und die Aufgaben, die ihm vom Kanton zugeteilt wurden. Für Rechtsstreitigkeiten ist in erster Instanz das Bezirksgericht Aarau zuständig. Suhr gehört zum Friedensrichterkreis II (Oberentfelden).
Suhr führte 1974 den Einwohnerrat ein, schaffte diesen aber 1981 wieder ab und kehrte zur «ordentlichen Gemeindeorganisation» mit Gemeindeversammlung zurück.
Bei den Schweizer Parlamentswahlen 2023 betrugen die Wähleranteile in Suhr: SVP 24,2 % (+1,6 %), SP 23,2 % (−0,7 %), FDP 15,7 % (+0,7 %), Grüne 10,3 % (−2,5 %), glp 9,7 % (+1,1 %), Mitte 7,0 % (−1,1 %), EVP 5,9 % (−0,4 %), EDU 1,1 % (+0,1 %).

## Wirtschaft
In Suhr gibt es gemäss der im Jahr 2015 erhobenen Statistik der Unternehmensstruktur (STATENT) rund 5200 Arbeitsplätze, davon 1 % in der Landwirtschaft, 19 % in der Industrie und 80 % im Dienstleistungsbereich. Dank seiner ausgezeichneten Lage ist Suhr ein bedeutender Wirtschaftsstandort. Möbel Pfister, die grösste Möbelhandelskette des Landes, hat hier ihren Hauptsitz. Weitere wichtige Unternehmen sind die Mittelland Molkerei AG (aus der Aargauer Zentralmolkerei AZM entstanden), welche inzwischen vollständig zur Emmi AG gehört, das Migros Verteilzentrum Suhr sowie eine Zweigstelle der Firma Gilgen Logistics.

## Verkehr

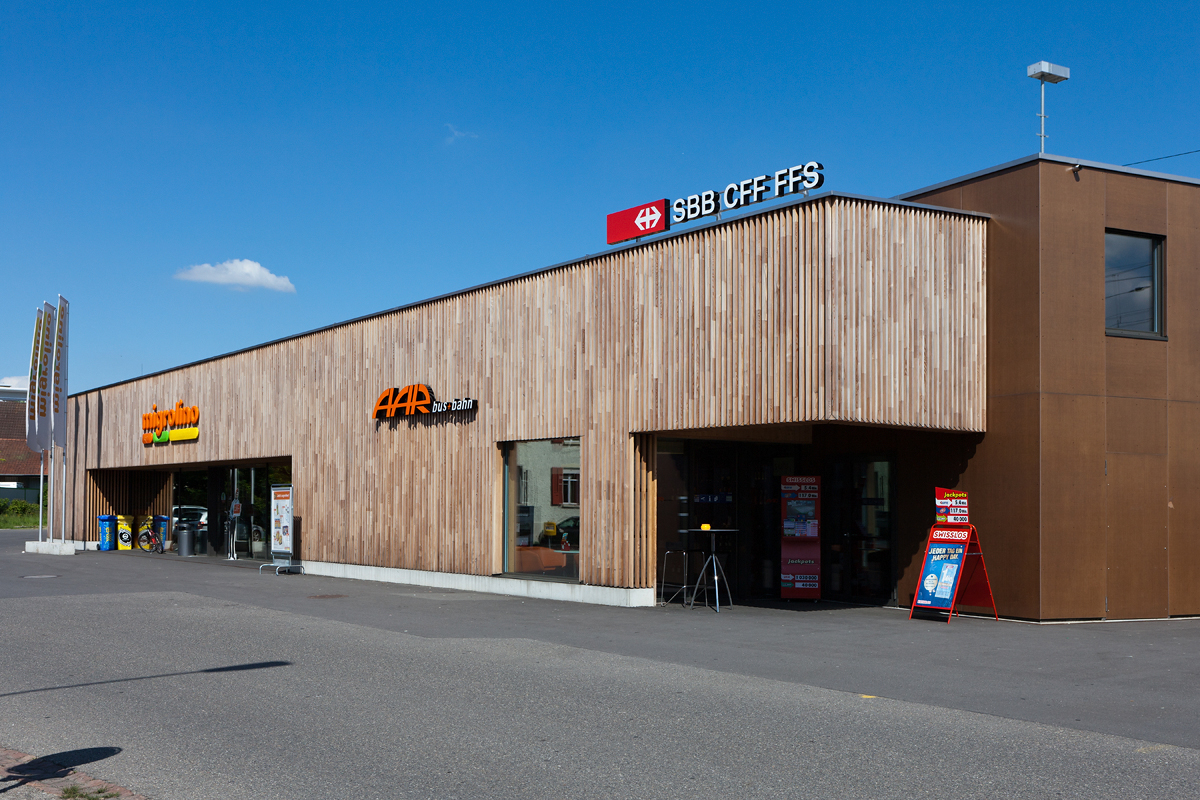
Bahnhof der SBB und AAR

Suhr liegt direkt an der Autobahn A1, genau in der Mitte zwischen den Anschlüssen Aarau-Ost und Aarau-West. Hier kreuzen sich die Hauptstrasse 1 von Bern nach Zürich und die Hauptstrasse 23 von Aarau nach Sursee.

### Regionalverkehr
Das Dorf ist gut mit öffentlichen Verkehrsmitteln erschlossen. Am SBB-Bahnhof halten Züge der Linie Zofingen–Lenzburg. Der Betrieb der SBB-Bahnstrecke Aarau–Suhr wurde im Dezember 2004 eingestellt, und die schmalspurige Wynentalbahn wurde auf ihr Trasse verlegt.  Sie verkehrt von Aarau über Suhr nach Menziken.
- S 14 Menziken – Aarau – Schöftland (WSB)
- S 28 Zofingen – Lenzburg

### Nahverkehr
Der Busbetrieb Aarau betreibt zwei Stadtbuslinien, die Suhr mit dem Bahnhof Aarau verbinden. An Wochenenden verkehren zwei Nachtbusse von Aarau durch das Wynental nach Menziken und nach Zofingen über Entfelden.
- 4 Suhr Bahnhof – Bavaria – Aarau Bahnhof – Scheibenschachen – Biberstein Ihegi
- 6 Suhr Bahnhof – Kantonsspital Aarau – Aarau Bahnhof – Aarau Wöschnauring

- N24 Aarau Bahnhof – Buchs AG – Suhr – Gränichen – Reinach – Menziken
- N28 Aarau Bahnhof – Buchs AG – Suhr – Entfelden – Kölliken – Safenwil – Oftringen – Zofingen Bahnhof

## Bildung

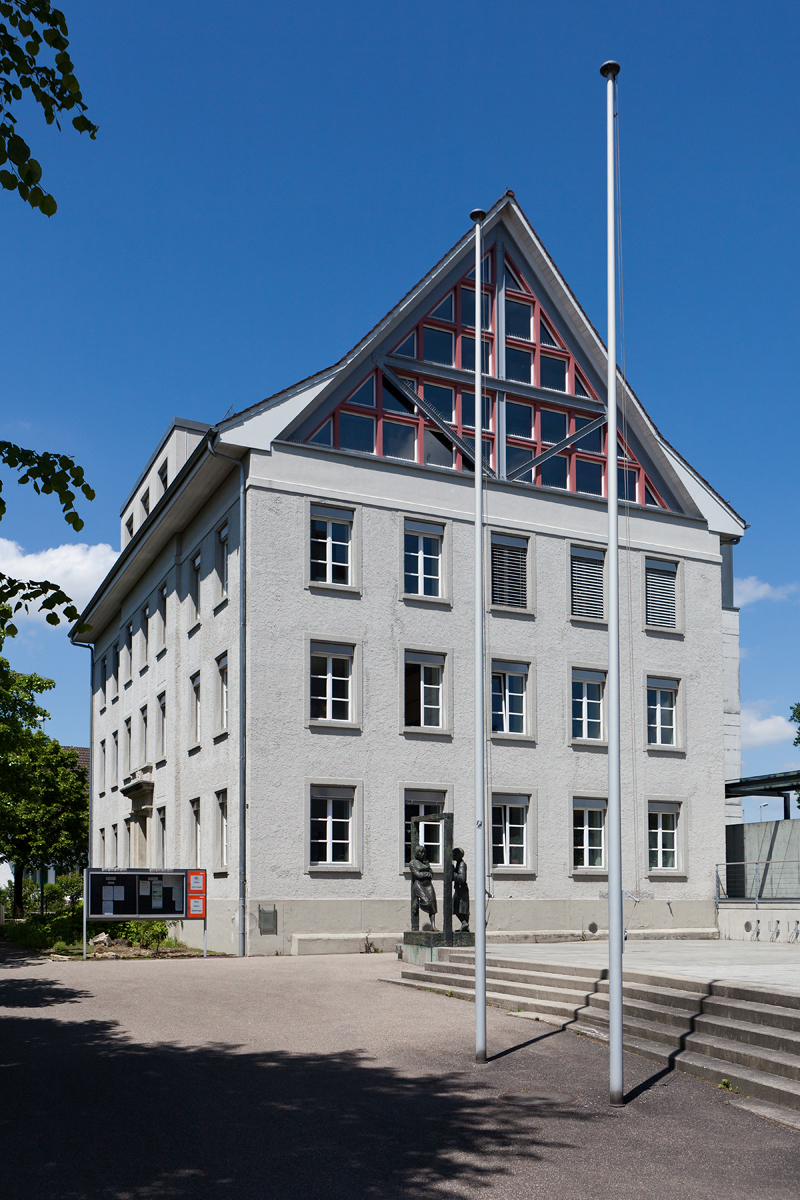
Altes Schulhaus

Die Gemeinde verfügt über sechs Kindergärten und vier Schulhäuser, in denen sämtliche Stufen der obligatorischen Volksschule unterrichtet werden (Primarschule, Realschule, Sekundarschule, Bezirksschule). Die nächstgelegenen Gymnasien sind die Alte Kantonsschule und die Neue Kantonsschule, beide in Aarau.

## Sport
Der Handball-Verein HSC Suhr Aarau (hervorgegangen 2008 aus der Fusion zwischen dem TV Suhr und der Handballriege des BTV Aarau) ist in der Nationalliga A vertreten und trägt seine Heimspiele in der Schachenhalle in Aarau aus. Das Heimstadion des FC Aarau, das Brügglifeld, sowie die Kunsteisbahn (KEBA) liegen beide auf Suhrer Gemeindegebiet. Etwas ausserhalb nahe der Autobahn A1 befindet sich zudem ein 300 Meter-Schiessstand.

## Persönlichkeiten
- Johannes Ernst (1683–1765), evangelischer Geistlicher in Aarau und Anhänger der Herrnhuter Brüdergemeine
- Bernhard Steiner (1787–1821), Geschäftsmann, Auswanderer in die Vereinigten Staaten
- Jakob Schmid (1862–1918), Chemiker und Manager
- Ernst Kuhn (1917–1993), Radrennfahrer
- Thomas Baumann (* 1960), Gemeinderat (Zukunft Suhr), Grossrat (Grüne)
- Petra Volpe (* 1970), Drehbuchautorin und Regisseurin